# Ново-Село (Пловдивская область)
Ново-Село (болг. Ново село) — село в Болгарии. Находится в Пловдивской области, входит в общину Стамболийски. Население составляет 2 353 человека.

## Политическая ситуация
В местном кметстве Ново-Село, в состав которого входит Ново-Село, должность кмета (старосты) исполняет Тодор Желязков Атанасов (Болгарская социалистическая партия (БСП)) по результатам выборов правления кметства.
Кмет (мэр) общины Стамболийски — Иван Илиев Атанасов (Земледельческий народный союз (ЗНС)) по результатам выборов в правление общины.